# Масимо, Коити
Коити Масимо (яп. 真下 耕一 Масимо Ко:ити) — известный режиссёр аниме и основатель японской анимационной студии Bee Train. С момента основания студии он руководит производством почти всех её картин, а также время от времени принимает участие в работе над анимацией и музыкой.

## Биография
Коити Масимо родился 21 июня 1952-го года в Токио и учился на юридическом факультете Университета Софии (яп. 上智大学 дзёти дайгаку). Под влиянием отца он с детства увлекался фотографией, а на четвёртом курсе университета принял участие в съёмках нескольких коротких рекламных роликов для телевидения. Разочаровавшись в этой сфере деятельности, 6 ноября 1975-го Масимо поступил на должность ассистента режиссёра Хироси Сасагавы в Tatsunoko Production. Первым проектом с его участием стало аниме «Time Bokan» (1975-76).
В середине 1980-х годов, когда Масимо ещё работал на Tatsunoko, он попал в тяжёлый несчастный случай во время катания на горных лыжах. За время, поведённое в больнице, ему в голову пришла идея «госпиталя для аниматоров» (англ. hospital for animators), то есть, аниме-студии, в которой человеческий подход был бы важнее корпоративного, а высшей целью стали бы не деньги, а самовыражение талантливых сотрудников и художественная ценность картин.
Какое-то время спустя Масимо основал Mashimo Jimusho, небольшую независимую студию, в основном занимавшуюся производством анимации для более крупных фирм. В 1997-ом году он представил свои доработанные за десять лет идеи Мицухисе Исикаве, президенту компании Production I.G, который был так впечатлён ими, что вскоре спонсировал открытие второй после XEBEC дочерней студии I.G, ставшей известной под именем Bee Train. В феврале 2006-го студия Масимо стала независимой компанией.

## Фильмография
| Год         | Работа                                                     | Должность                                                               |
| ----------- | ---------------------------------------------------------- | ----------------------------------------------------------------------- |
|             |                                                            |                                                                         |
| 1970-е годы |                                                            |                                                                         |
|             |                                                            |                                                                         |
| 1978        | Kagaku Ninja-Tai Gatchaman II                              | режиссёр                                                                |
| 1979        | Kagaku Ninja-Tai Gatchaman F                               | режиссёр                                                                |
|             |                                                            |                                                                         |
| 1980-е годы |                                                            |                                                                         |
|             |                                                            |                                                                         |
| 1985        | Night on the Galactic Railroad                             | сценарист                                                               |
| 1986        | Ai City                                                    | режиссёр                                                                |
| 1987        | Dirty Pair: Project Eden                                   | режиссёр, общая координация                                             |
| 1988        | F                                                          | режиссёр, сценарист                                                     |
| 1988        | Dominion: Tank Police                                      | режиссёр, сценарист                                                     |
| 1989        | Dragon Warrior                                             | сценарист                                                               |
|             |                                                            |                                                                         |
| 1990-е годы |                                                            |                                                                         |
|             |                                                            |                                                                         |
| 1990        | Robin Hood no Daiboken                                     | режиссёр                                                                |
| 1992        | The Weathering Continent                                   | режиссёр, сценарист                                                     |
| 1993        | Irresponsible Captain Tylor                                | режиссёр                                                                |
| 1996        | Sorcerer Hunters                                           | режиссёр                                                                |
| 1997        | Eat-Man                                                    | режиссёр                                                                |
| 1998        | Xenogears                                                  | продюсер роликов-вставок                                                |
| 1999        | PoPoLoCrois                                                | режиссёр, сценарист                                                     |
| 1999        | Wild ARMS: Twilight Venom                                  | режиссёр, планирование                                                  |
|             |                                                            |                                                                         |
| 2000-е годы |                                                            |                                                                         |
|             |                                                            |                                                                         |
| 2001        | Noir                                                       | режиссёр, сценарист, звукорежиссёр, общий дизайн                        |
| 2002        | .hack//SIGN                                                | режиссёр, сценарист, звукорежиссёр                                      |
| 2002        | .hack OVA’ы: .hack//Intermezzo, .hack//Unison, .hack//GIFT | режиссёр                                                                |
| 2002        | .hack//Liminality                                          | режиссёр, ответственный за саундтрек                                    |
| 2003        | Avenger                                                    | режиссёр                                                                |
| 2003        | .hack//Legend of the Twilight                              | режиссёр, общая координация                                             |
| 2003        | Immortal Grand Prix                                        | режиссёр, сценарист                                                     |
| 2004        | Madlax                                                     | режиссёр, сценарист                                                     |
| 2004        | Гиню Мокусироку Meine Liebe                                | режиссёр, сценарист                                                     |
| 2005        | Tsubasa Chronicle (первый сезон)                           | режиссёр                                                                |
| 2006        | Гиню Мокусироку Meine Liebe wieder                         | режиссёр                                                                |
| 2006        | .hack//Roots                                               | режиссёр, координация, ответственный за саундтрек, продюсер-консультант |
| 2006        | Spider Riders                                              | режиссёр                                                                |
| 2006        | Tsubasa Chronicle (второй сезон)                           | режиссёр (в сотрудничестве с Хироси Мориокой)                           |
| 2007        | El Cazador                                                 | режиссёр                                                                |
| 2007        | Spider Riders: Yomigaeru Taiyou                            | режиссёр                                                                |
| 2008        | Blade of the Immortal                                      | режиссёр                                                                |
| 2009        | Phantom ~Requiem for the Phantom~                          | режиссёр                                                                |

## Интересные факты
- Масимо недолюбливает термин «музыкальное сопровождение» (англ. background music), поэтому музыка в его работах зачастую играет равную с озвучкой и анимацией роль.
- Масимо часто сотрудничает с Юки Кадзиурой: первый сезон «Tsubasa Chronicle» стал их восьмым совместным проектом.
- В одном из интервью Масимо заметил, что хотел бы лично встретиться с фотографами Ричардом Аведоном, Жанлупом Сиффом и Хельмутом Ньютоном, а также кинорежиссёрами Джоном Фордом и Альфредом Хичкоком. Однако к моменту публикации интервью четверых и них уже не было в живых, а Аведон скончался несколько месяцев спустя.
- Масимо — поклонник французского фильма «Искатели приключений» (1967) и даже назвал одного из персонажей сериала «Madlax» в честь главной героини фильма.[1]
- OVA «Murder Princess» (март 2007) стала первой работой студии Bee Train, к которой Масимо не имеет никакого отношения.[2]